# Pembroke Dock
Pembroke Dock (Doc Penfro in lingua gallese) è un centro abitato del Galles, situato nella contea del Pembrokeshire.